# Cierlicko Górne
Cierlicko Górne (cz. Horní Těrlicko, niem. Ober Tierlitzko) – wieś i gmina katastralna w środkowej części gminy Cierlicko, w powiecie Karwina, w kraju morawsko-śląskim, w Czechach. Powierzchnia 1181,5115 ha, w 2001 liczba mieszkańców wynosiła 2890, zaś w 2012 odnotowano 974 adresy.

## Historia
Do podziału Cierlicka na część Dolną i Górną doszło w XVI wieku. W 1598 w źródłach pojawia się sformułowania na dolnim Tierliczku, a w 1613 na hornim Tierliczku.
Według austriackiego spisu ludności z 1910 Cierlicko Górne miało 1390 mieszkańców, z czego 1387 było zameldowanych na stałe, 1368 (98,6%) było polsko-, 10 (0,7%) niemiecko- a 9 (0,6%) czeskojęzycznymi, 925 (66,5%) było katolikami a 464 (33,4%) ewangelikami.
W 1932 w okolicy Cierlicka zginęli w wypadku samolotu RWD-6 młodzi lotnicy: Franciszek Żwirko i Stanisław Wigura.
W 1964 połączono Cierlicko Dolne i Cierlicko Górne w jedną gminę.